# Dorfmobil Klaus-Steyrling-Kniewas
Dorfmobil Klaus-Steyrling-Kniewas ist eine mehrfach ausgezeichnete und EU-weit beachtete soziale Einrichtung zur Förderung der Mobilität in der oberösterreichischen Gemeinde Klaus an der Pyhrnbahn. Initiator ist Michael Kornek.

## Beschreibung
Entfernungen innerhalb des Ortsgebietes von bis zu acht Kilometern und die geringe Bevölkerungsdichte machen die Gemeinde Klaus an der Pyhrnbahn für den herkömmlichen öffentlichen Verkehr weitgehend unwirtschaftlich.
Der Verein Dorfmobil Klaus-Steyrling-Kniewas dient der Förderung der Mobilität von Personen in der Gemeinde Klaus an der Pyhrnbahn, die keinen Führerschein besitzen oder kein Fahrzeug zur Verfügung haben (viele ältere Personen, Frauen, Kinder und Jugendliche unter 18 Jahren). 
Er hat die Aufgabe für die rund 1200 Einwohnern in den Ortsteilen Klaus, Steyrling und Kniewas ein bedarfsorientiertes öffentliches Verkehrsangebot zu schaffen. Dadurch wird der genannte Personenkreis innerhalb der Gemeinde mobil gemacht:
- Sie erreichen damit Einrichtungen innerhalb der Gemeinde wie Dorfladen, Arzt, Bank sowie generell die regionalen Waren- und Dienstleistungsanbieter;
- Sie können am Gemeinschaftsleben und an verschiedenen Veranstaltungen innerhalb der Gemeinde wie Vereinsnachmittage, Pfarrkaffee, Kinderbasteln usw. teilnehmen und dadurch die sozialen Kontakte stärken;
- Sie können neben dem bestehenden öffentlichen Verkehrsangebot die Zubringerfunktion zu Bahn und Bus nutzen;

Mit Sammelfahrten mit dem Dorfmobil Minivan zu Lasten von Individualverkehr wird die Umwelt geschont und die Verkehrssicherheit in der Gemeinde erhöht. 

## Konkrete Realisierung seit 2002
- Mit dem Dorfmobil können das gesamte Siedlungsgebiet der Gemeinde Klaus und die unmittelbar an die Gemeinde angrenzenden Siedlungen der Nachbargemeinden, die in ihrer Lage zu Klaus hin orientiert sind (Schulsprengel Klaus) erreicht werden.
- Das Dorfmobil verkehrt von Montag bis Freitag von 7:00 bis 19:00, wenn ein Fahrtwunsch angemeldet wurde. Voranmeldungen sind spätestens eine halbe Stunde vor der gewünschten Abfahrtszeit telefonisch erforderlich. Wünschenswert wäre eine Voranmeldung von feststehenden Terminen bereits am Vortag.
- Die Betriebszeiten des Dorfmobils sind auf die Fahrpläne von Bus und Bahn abgestimmt. Parallelfahrten zum bestehenden öffentlichen Verkehr werden nicht durchgeführt.
- Der Fahrpreis beträgt € 2,20 pro Fahrt und Person[1]. Die Monatskarte kostet € 25,--setzt die Mitgliedschaft im Verein voraus (jährlicher Mitgliedsbeitrag € 20,--). Bei einem Einkauf von mehr als € 20,-- im Dorfladen in Steyrling fährt das Dorfmobil gratis. Dies wird je zur Hälfte von der Gemeinde Klaus und von der Fa. Pfeiffer finanziert.
- Kinder unter 6 Jahren werden nur in Begleitung einer erwachsenen Person transportiert, das Kind fährt dann gratis.

## Organisation
Für die Fahrten steht ein vom Verein geleastes Fahrzeug zur Verfügung. Ein Team von Fahrerinnen und Fahrern steht bereit und führt die gewünschten Fahrten durch. Die Voraussetzungen sind:
- PKW-Führerschein und mindestens fünf Jahre Fahrpraxis,
- Bereitschaft zu 0,0 Promille beim Dorfmobilfahren,
- Bereitschaft zur Grundpflege des Dorfmobils,
- freundlicher Umgang mit Menschen und Freude an der Zusammenarbeit im Verein zum Wohl der Menschen.

## Finanzierung
Die Finanzierung des Dorfmobils erfolgt durch Mitgliedsbeiträge, Fahrtentgelte, Subventionen durch das Land Oberösterreich, Sponsorengelder und Einnahmen bei Veranstaltungen des Dorfmobil-Teams (Herbstbrunch). Werbeflächen für Sponsoren befinden sich auf dem Fahrzeug, auf der Webseite, auf Fahrscheinen, Foldern, Vereinsaussendungen usw.

## Auszeichnungen
- Solidaritätspreis der Linzer Kirchenzeitung (2009)
- Mobilitätspreis des Verkehrsclubs Österreich in der Kategorie Organisationen und Vereine (2009)

## Internationale Beachtung
- Besuch einer Delegation aus Norwegen mit dem Ziel, die Nutzung des Dorfmobils für dünnbesiedelte Regionen in Norwegen zu untersuchen;
- Eine Delegation des EU-Projekts ARTS (Actions on the integrations of rural transport services) testete das Dorfmobil vor Ort (2003)

## Wissenschaftliche Begleitung
- Das Dorfmobil wurde vom Institut für Verkehrswesen der Universität für Bodenkultur Wien im ersten Jahr seines Bestehens wissenschaftlich begleitet (Diplomarbeiten von Roland Lantzberg und Gudrun Mair)